# Kometnik-Zubići
Kometnik-Zubići falu Horvátországban Verőce-Drávamente megyében. Közigazgatásilag Atyinához tartozik.

## Fekvése
Verőcétől légvonalban 29, közúton 41 km-re délkeletre, községközpontjától 3 km-re délkeletre, a Papuk-hegység területén, a Vajvatovica-patak partján fekszik.

## Története
Kometnik valószínűleg a 18. század elején keletkezett Boszniából érkezett pravoszláv vlachok betelepítésével. Az első katonai felmérés térképén „Dorf Kometnik” néven találjuk. Lipszky János 1808-ban Budán kiadott repertóriumában „Kometnik” néven szerepel. Nagy Lajos 1829-ben kiadott művében „Kometnik” néven 59 házzal, 336 ortodox vallású lakossal szerepel.
1857-ben 266, 1910-ben 369 lakosa volt. 1910-ben a népszámlálás adatai szerint lakosságának 98%-a szerb anyanyelvű volt. Verőce vármegye Szalatnoki járásának része volt. Az első világháború után 1918-ban az új szerb-horvát-szlovén állam, majd később (1929-ben) Jugoszlávia része lett. 1981-ben az addig egységes Kometnik települést két részre választották. Zubići nevű keleti részéből jött létre a mai Kometnik-Zubići település. 1991-ben a falu lakosságának 95%-a szerb nemzetiségű volt. A délszláv háború idején a település 1991 októberének elején már szerb ellenőrzés alatt volt. A horvát hadsereg 136. slatinai dandárja az Orkan-91 hadművelet során 1991. december 15-én foglalta vissza. A lakosság nagy része elmenekült. 2011-ben 28 lakosa volt.

## Lakossága
| Lakosság változása | Lakosság változása | Lakosság változása | Lakosság változása | Lakosság változása | Lakosság változása | Lakosság változása | Lakosság változása | Lakosság változása | Lakosság változása | Lakosság változása | Lakosság változása | Lakosság változása | Lakosság változása | Lakosság változása | Lakosság változása |
| ------------------ | ------------------ | ------------------ | ------------------ | ------------------ | ------------------ | ------------------ | ------------------ | ------------------ | ------------------ | ------------------ | ------------------ | ------------------ | ------------------ | ------------------ | ------------------ |
| 1857               | 1869               | 1880               | 1890               | 1900               | 1910               | 1921               | 1931               | 1948               | 1953               | 1961               | 1971               | 1981               | 1991               | 2001               | 2011               |
| 266                | 306                | 307                | 321                | 326                | 369                | 343                | 385                | 257                | 285                | 257                | 232                | 204                | 171                | 13                 | 28                 |

(1971-ig Kometnik részeként, 1981-től önálló településként.)